# 1-ви награди на БАФТА
1-вите награди на БАФТА (на английски: 1st British Academy Film Awards) са раздадени на 29 май 1949 г. в кино Одеон, Лестър Скуеър, Лондон, за филми, показани в Обединеното кралство през 1947 г. и 1948 г.  Те са представени от Британската филмова академия (понастоящем Британската академия за филмови и телевизионни изкуства (БАФТА)), организация създадена през 1947 г. от кинотворци от Великобритания, за „напредък в изкуството и техниката на филма“.  Академията присъжда отличия в три категории: най-добър британски филм, най-добър филм от всякакъв източник – британски или чуждестранен и специална награда.  Британският филмов продуцент Майкъл Балкън председателства церемонията. 
„Odd Man Out“ спечели най-добър британски филм.  Най-добър филм от всякакъв източник – британски или чуждестранен е присъден на американския филм „Най-добрите години от нашия живот“. Документалният филм „Светът е богат“ получава специалната награда. Бронзови трофеи, проектирани от Хенри Мур са дадени на режисьора на филмите от името на производствените звена на филма. 

## Награди по категория
| Британски филм | Най-добър филм от всеки източник – британски или чуждестранен |
| -------------- | ------------------------------------------------------------- |
| - Odd Man Out  | - Най-добрите години от нашия живот                           |

## Специална награда
- Светът е богат (документален филм)